# Din-X
din-X är en drivmedelstationskedja med 201 stationer i Sverige.

## Historik
din-X startades 1961 i Helsingborg, där huvudkontoret fortfarande ligger. Bolaget startades av danskarna Peder och Vitta Lysgaard och Johannes Jensen, som tidigare hade startat Uno-X i Danmark och i Norge. På grund av att de inte hade varumärkesskyddat "Uno-X" i Sverige, och att varumärket redan var upptaget av Arne Sandberg Uno-X, blev namnet på kedjan din-X, vilket registrerades i Sverige den 28 september 1962.
Företaget ägdes till Vitta Lysgaards död 2013 av henne och Johannes Jensen och Helle Mau Jensens Fond. Därefter övergick Vittas ägarandel till Vittas barn och barnbarn. Den 1 mars 2021 såldes bolaget till Pioneer Investor AS, ett norskt-svenskt konsortium.
Din-X har cirka 200 stationer. Din-X affärsidé är att samarbeta med lokalt starka handlare, som till exempel bilverkstäder eller lanthandlare, och på detta sätt få en närhet till kunden.